# Johannes Evangelist Haller
Johannes Evangelist Haller (Sankt Martin in Passeier, 30 de abril de 1825 - Salzburgo, 5 de maio de 1900) foi um cardeal da Igreja Católica astríaco, arcebispo de Salzburgo e Primaz da Germânia.

## Biografia
Filho de Jean Mathieu Barnabé Boyer, natural de Aix, que se estabeleceu em Paray para trabalhar numa carpintaria, e de Françoise Toullion; seus pais mudaram-se para Lambesc (Provença) em 1856. Estudou no Seminário Menor de Semur-en-Brionnais até 1850, depois, no Ginásio Beneditino de Meran, no Liceu de Innsbruck e no Seminário de Trento (filosofia e teologia). Recebeu as insígnias do caráter clerical e duas das ordens menores (acólito e leitor) em 8 de dezembro de 1845, as outras ordens menores (ostiário e exorcista) em 29 de novembro de 1846, o subdiaconato em 29 de junho e o diaconato em 4 de julho de 1847.
Foi ordenado padre em 21 de maio de 1848, por Johann Nepomuk von Tschiderer zu Gleifheim, bispo de Trento. Por um ano, foi cooperador em Moos e durante onze anos, cooperador na paróquia de Sarntheim, Trento; por três anos, foi diretor espiritual do mosteiro de Sankt Benedikt em Säben em Brixen, padre em Layen e pró-vigário da parte alemã da diocese de Trento.
Eleito bispo-auxiliar de Trento em 14 de agosto de 1874, foi consagrado bispo-titular de Adraa em 14 de outubro, na Catedral de Salzburgo, por Maximilian Joseph von Tarnóczy, arcebispo de Salzburgo, assistido por Johannes Jakub della Bona, bispo-auxiliar de Salzburgo e por Joseph Mooslechner, decano do capítulo da catedral. Passou a ser bispo-auxiliar de Salzburgo e reitor do capítulo da catedral em 20 de dezembro de 1880. Eleito para a Arquidiocese de Salzburgo pelo capítulo da catedral em 20 de maio de 1890, foi confirmado pelo Papa Leão XIII em 26 de junho, dando entrada solene na arquidiocese em 10 de agosto. Foi incumbido da revisão do catecismo austríaco e o estabelecimento de uma universidade católica em Salzburg.
Foi criado cardeal pelo Papa Leão XIII, no Consistório de 29 de novembro de 1895, recebendo o barrete vermelho e o título de cardeal-presbítero de São Bartolomeu na Ilha Tiberina em 25 de junho de 1896.
Faleceu em 5 de maio de 1900, em Salzburgo. Foi velado e sepultado na Catedral de Salzburgo. É mostrado junto com Andreas Hofer em uma janela de igreja neogótica de San Martino in Passiria.